# إقلي
اٍقلي مركز دائرة بولاية بني عباس  تقع اٍلى الشمال من مدينة بني عباس. حوالي 75 كم واجنوبا تاغيت شرقا العرق الغربي الكبير ب 62 كم  وغربا العبادلة يبلغ عدد سكانها 9000 سمة، وبها قرية مازر لغة سكانها الشلحة وأول مستقر لمؤسسيها مند قرون كان في ما يسمى اغرم امقران ثم اغرم اقديم قبل أن يتم تعمير المساحة الكائنة بينهما بعد الاستقلال،

## الجغرافيا
اٍقلي مركز دائرة بولاية بشار تقع اٍلى الشمال من مدينة بني عباس بمسافة 75 كلم. وجنوبا من دائرة تاغيت بحوالي 62 كلم يحدها من الشرق الشرق العرق الغربي الكبير ومن الغرب مدينة العبادلة كما تبعد عن مدينة بشار بحوالي 152 كلم يبلغ عدد سكانها 6700 نسمة،
من القطاعات الادارية التي تنتمي لها قرية مازر التي تبعد عنها بحوالي 22 كلم وتوزديت ب 8 كلم

## اللهجة المحلية
لغة سكانها الشلحة وهي لهجة محلية تتشابه إلى حد كبير لهجة كل من بربي بتاغيت وواكدة ييشار وكل من لهجة موغل وبوكايس كما انها تتشبه لهجة كل من قصر بني ونيف وعسلة بالبيض ومن جهة أخرى وفي مستوى ابعد تتتقاطع مع كل من الزناتية بتيميمون والشاوية بباتنة وخنشلة ولهجة شنوة بتيبازة وتافيلالت بالمغرب ولهجة الجنوب الغربي من ليبيا[بحاجة لمصدر] .
مما يدل على الامتداد الثقافي لبلدية اقلي من حيث اللانتماء أو الاصول والتي تختلف الكثير من الاقاويل والتواريخ الغير مدونة.
وأول مستقر لمؤسسيها مند قرون كان في ما يسمى اغرم امقران ثم اغرم اقديم قبل أن يتم تعمير المساحة الكائنة بينهما بعد الاستقلال،

## التاريخ
لا يوجد مرجع تاريخي واضح ومتفق عليه يمكن للمؤرخين الانطلاق منه من اجل كتابة تاريخ لمنطقة اقلي لكن هناك اساطير وشذرات من التراث المحلي يجتمع فيها الكثير من الغموض واللبس وغير متفق عليها. لكن لا بأس بان نستعرض بعضا منها:
• ليس هناك سبب لتسمية اقلي رغم الفكرة الخاطئة التي ترجع اصل التسيمة لالتقاء وادي قير ووزوفانة وهذا لسبب بسيط جدا وهو وجود أكثر من منطقة في العالم تحمل نفس الاسم لكنه اسم أمازيغي بحث.
• يقال ان منطقة اقلي كانت قبل قرون كثيرة قبل ان يستوطنها اصلا الوالي الصالح سيدي عثمان دفين اقلي وقد كانت تعيش فيه قبائل كانت تعرف بالقوة والشجاعة وأيضا بالبربرية والوحشية.
• بعد اغرم امقران رحلت بعض العائلات إلى منطقة توزديدت 7 كلم من اقلي والباقي استطونوا القصر الباقية اثاره إلى اليوم.و الذي ترجع بعض المصادر تاريخيه إلى 4 قرون مضت.
• بعد دخول الاستعمار الفرنسي سنة 1901 جعلوا منطقة اقلي منطقة حساسة منها تنطلق كل العمليات العسكرية وأيضا مدد لكل الجيوش من هناو هناك وقد بنوا سياجا على القصر القديم حددوا ساعة خروج السكان ودخولهم.
• هدم قصر توزديت سنة 1957 كما يروى نتيجة معلومة وصلت للاستعمار بوجود المجاهدين فقرر المستعمورن هدم القصر وترحيل كل العائلات هناك إلى القصر القديم.
• انضمت الكثير من العائلات إلى المنطقة وخصوصا من الزاوية التحتانية والزغامرة واصبحوا جزءا من النسيج الاجتماعي لمنطقة اقلي مثال (بن عثمان – لهاشمي – زغامري – دموش – عمار - بلغازي....) وأيضا قبائل الشعانبة والعطاونة.
• حتى سنة 1900 لازالت اقلي كباقي الجنوب جزء من مملكة سلطان تافيلالت بالمغرب تخضع لنظام السلطان واوامره وتصل جيوشه وفرسانه حتى توات ادرار حتى مجئ الاستعمار الفرنسي
مذكرات الملازم الأول غليوم / الحملة على اقلي عام 1900

لمحة تاريخية حول تشغيل الكهرباء في اقلي

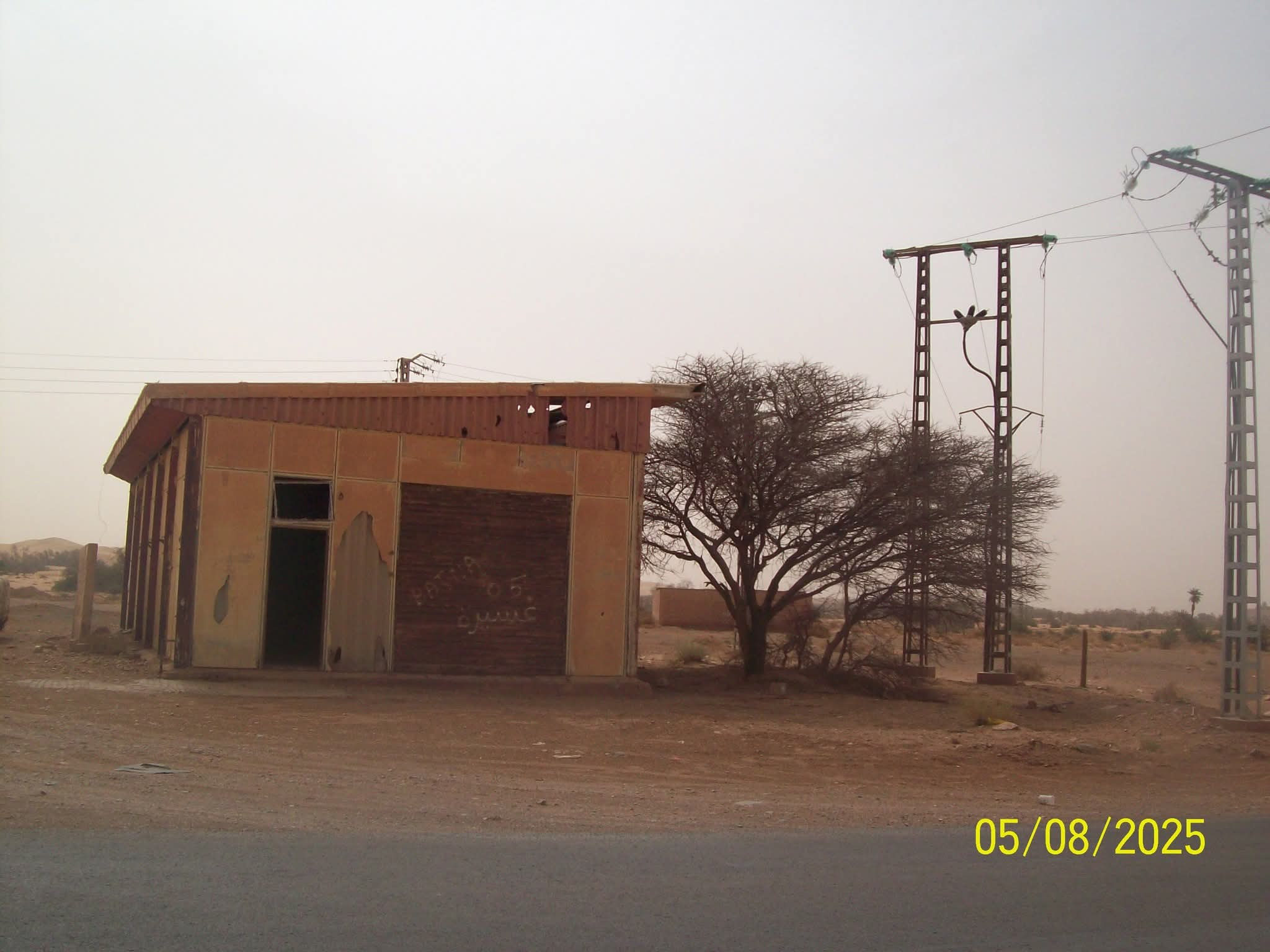
بلدية اقلي

عند المدخل الشمالي لمدينة اڨلي وعلى بعد 2 كلم من التجمع السكاني تم بناء محطة ديازل لتوليد الكهرباء مع مسكن وظيفي في الستينات من القرن الماضي وعلى وجه التحديد سنة 1961م                                                
    هذه المحطة التابعة لشركة (E.G.A)  سابقا Sonelgaz حاليا لا تتعدى مساحتها: 120,00 م2    ( 15,00 م x 08,00 م ) تداول على تشغليها مجموعة من العمال اذكر منهم المتوفين رحمهم الله:  بن موسى أمحمد المعروف بالمتشو ــ بن سعيد عبد الله ــ العياشي احمد ــ شالي محمد ــ كرومي ميلود ــ    بن طيب علي ــ بكري احمد ــ معمري عبد الرحمان با دحمان , دون ان أنسى الأحياء أطال الله في أعمارهم :   بن سعيدي أمحمد ــ معمري خليفة بن سعيد ــ صغير العرابي ــ بوعزيز محمد ــ عثمان عبد الوهاب ــ شالي طيب .                   ضلت هذه المحطة تزود السكان بالكهرباء إلى غاية ربط المدينة بالمحطة الجديدة ببني عباس تم بالمحطة الرئيسية بمدينة بشار.                                     اليوم الحمد لله تم إيصال الكهرباء  إلى كل مساكن المدينة ومعظم  المحيطات الفلاحية إضافة إلى الإنارة العمومية التي تنير كل الأحياء.                    أملي ان تلتفت شركة سونغاز لهذه المحطة بترميمها وانجاز سياج حولها لحمايتها من الاندثار لتبقى شاهدة على التحولات الجذرية التي شهدها منطقتنا , لان ما أنجز خلال الــ 63 سنة الماضية أي منذ فجر الاستقلال إلى يومنا هذا وفي كل المجلات لا ينكرها إلا جاحد أو أعمى البصيرة.
اضافة الحاج حمان بولنوار 

## الاقتصاد
طبيعة المنطقة ونشاطاتها الاقتصادية:
اقلي منطقة ذات طبيعة فلاحية حيث تمتد واحاتها على طول واد الساورة والذي يتشكل اصلا من التقاء كل من وادي قير القادم من المغرب مارا بالعبادلة وواد زوزفانة القادم من بشار وتاغيت.
كانت البساتين هي مصدر رزق العائلات القلاوية وتضم أيضا منطقة البادرة التي تتقاطع مع العبادلة في ملكيتها والتي شهدت الكثير من المناوشات حولها.
لكن الملوحة والتي زحفت على طول واد الساورة جعلت من الواحات خرابا وكان حربا نووية حدتث في اقلي.لتبقى بعض البساتين والتي يشكل العرق مصدرا لماء ابارها تعاني وتقاوم ببسالة.
و رغم كل عمليات الدعم الفلاحي والتي استفاد منها المئات من الفلاحين لكن لايوجد إنتاج محلي.
و من جهة أخرى تحظى كل الحمادات بطابع رعوي ضعيف جدا اللهم الا في مواسم المطر التي تشكل الحمادات مرعى خصب للموالين ومربو المواشي.
كما ان ارض اقلي غنية بنبات الترفاس والذي ينمو بشكل كبير وكثيف في مواسم المطر ويجعل البعض منه مصدر للثروة والمال.

## الجانب التعليمي و الثقافي والرياضي
لمحة تربوية
تحياتي لك سيدي المعلم
أمرنا الموالى عز وجل بطلب العلم في أول سورة نزلت في القران الكريم على سيدنا محمد صلى الله عليه وسلم وعن رسول الله صلى الله عليه وسلم قال : " ادا مات بني ادم انقطع عنه عمله إلا من ثلاثة : صدقة جارية أو علم ينتفع به أو ولد صالح يدعو له " فهنيئا للمعلم لقد جمع هذه الخصال الثلاثة فالعلم صدقة جارية , والمعرفة  التي يلقنها لتلامذته ينتفع بها العباد والحيوان والنبات الولد الصالح فالمعلم يعبر تلامذته كلهم أبنائه.                    في هذه الأيام المباركة ونحن نعيش في غمرة الاحتفال بالذكرى63 لاسترجاع السيادة الوطنية وتكريم أبنائنا الناجين في شهادة التعليم المتوسط وشهادة الباكالوريا وأبنائنا المتخرجين في الجامعات وفي المعاهد. وفي هذا المقام لا بد ان نقف وقفة تقدير وإجلال لرجال من بلدية اڨلي افنوا أعمارهم في ميدان التعليم من بداية فجر الاستقلال واخص بالذكر وفي بداية الأمر معلمو القران الكريم: سالمي عبد الله ــ سعيدي محمد سعيدي العربي رحمهم الله وزاهية مداني شفاه الله , الانطلاقة كانت مع رجال حملوا المشعل في الستينات والسبعينات من القرن الماضي واخص هنا بالذكر الذين وفتهم المنية من العمداء ماموني الطيب ودحان لحسن ماموني بوفلجة  بوعزة أمحمد ــ بوزيدي سليمان ــ شالي احمد ــ موساوي احمد ــ بن مامو معروف ــ صنبا مبروك ماموني مكي ــ جابر العيد  رحمهم الله أما الأحياء أطال الله في أعمارهم بدوام الصحة والعافية فهم صنبا علي بهاب علي شفاه الله وعفاه ــ بيازيد توهامي ــ مازوز بويحي ــ بن صادق صادق ــ زغامري لحسن ــ زغامري مكي مبروكي الحاج ــ مزواري محمد ــ عبد المليك احمد ــ زغامري رمضان ــ زغامري رضوان ــ  براهيمي قويدر ــ ساوري بوجمعة ــ جابر رمضان ــ عميور عبد الله ــ بلا احمد ــ عيساني الطيب ــ مبروكي ميلود شالي علي موساوي محمد عثمان عبد القادر ــ هلو عبد القادر ثم الجيل الذي تلاهم من الأساتذة والمعلمين الهاشمي سالم ــ صنبا مصطفى ــ كرومي رمضان ــ صغير مختار ــ توات محمد ــ جابر توهامي ــ عدو كمال جابر المهدي كرومي بشير عثمان احمد ــ بومليك عبد القادر ــ عمار ميلود ــ دحان عبد الرحمان ـــ بن حو العيد ــ طاهر بشير ــ زغامري بلخير  ــ سودان جيلالي ــ بيازيد احمد ــ طاهر بشير ــ بدان بويحي ــ بدان موسى بحاوي حميدة هؤلاء الرجال أدركوا ان بناء العقول أصعب من بناء البيوت فحملوا ثقل رسالة التعليم على عاتقهم وفي السنوات الأولى للاستقلال في منطقة الجنوب الغربي في قصور الشمال بولاية بشار وبلديات وقصور وادي الساورة ولاية بني عباس حاليا وفي منطقة توات بولايتي ادرار وتيميمون في ظروف معيشية صعبة وصعبة جدا كانت من مخلفات الاستعمار لا طرقات , لا كهرباء ,لا هاتف , لا مواصلات , لا شبكات للمياه الصالة للشرب لا شبكات لقنوات الصرف الصحي وبالرغم من تلك الظروف رفعوا التحدي وبلغوا الرسالة فتضحياتهم لم تذهب سدا فتلامذتهم اليوم امة مساجد , دكاترة وأساتذة في الجامعات, أساتذة في كل أطوار التعليم , أطباء ممرضون , إداريون رجال  في صفوف الجيش الوطني الشعبي , الدرك الوطني , الأمن الوطني  الجمارك الحماية المدنية.   

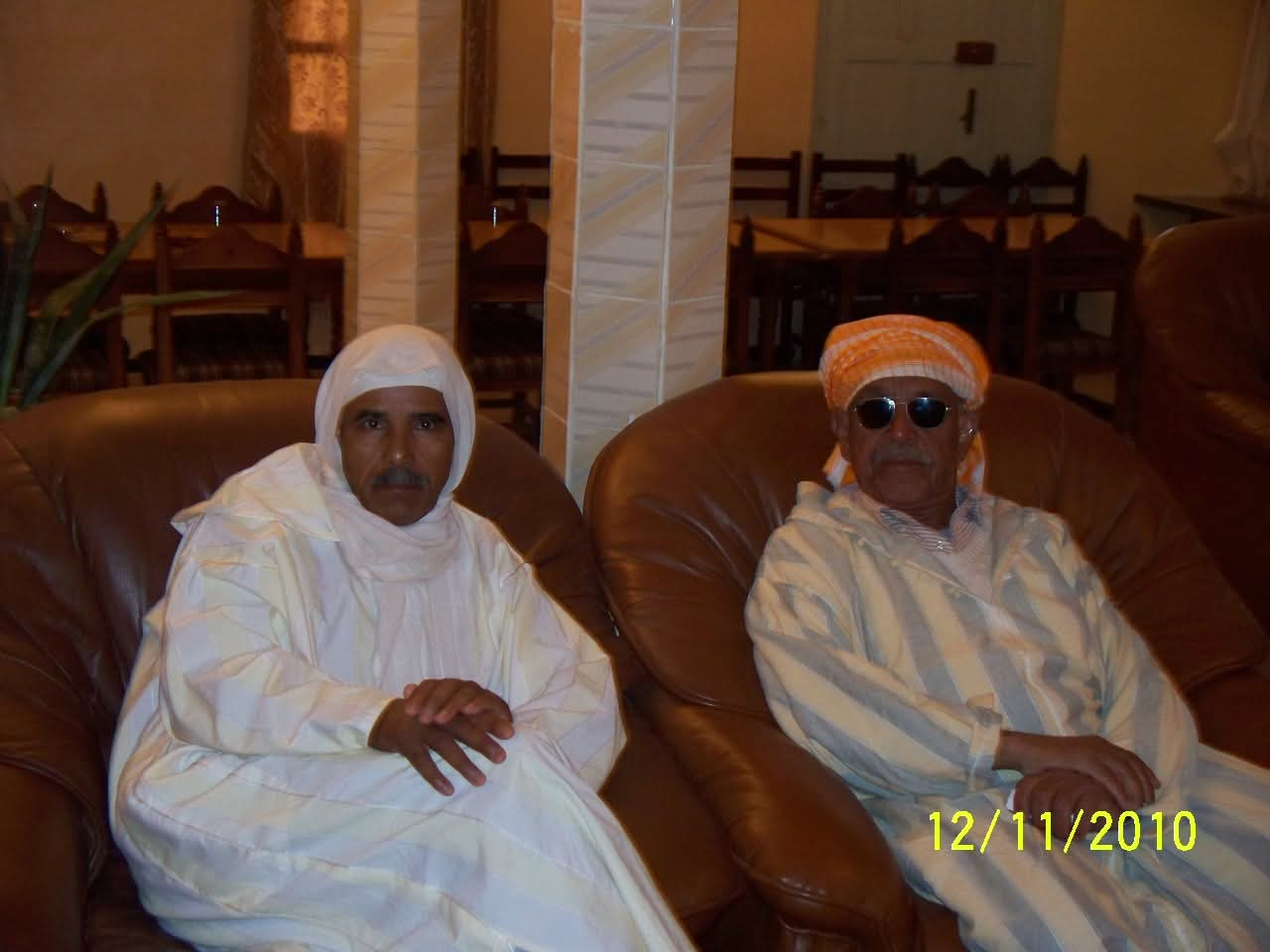
بلدية اقلي

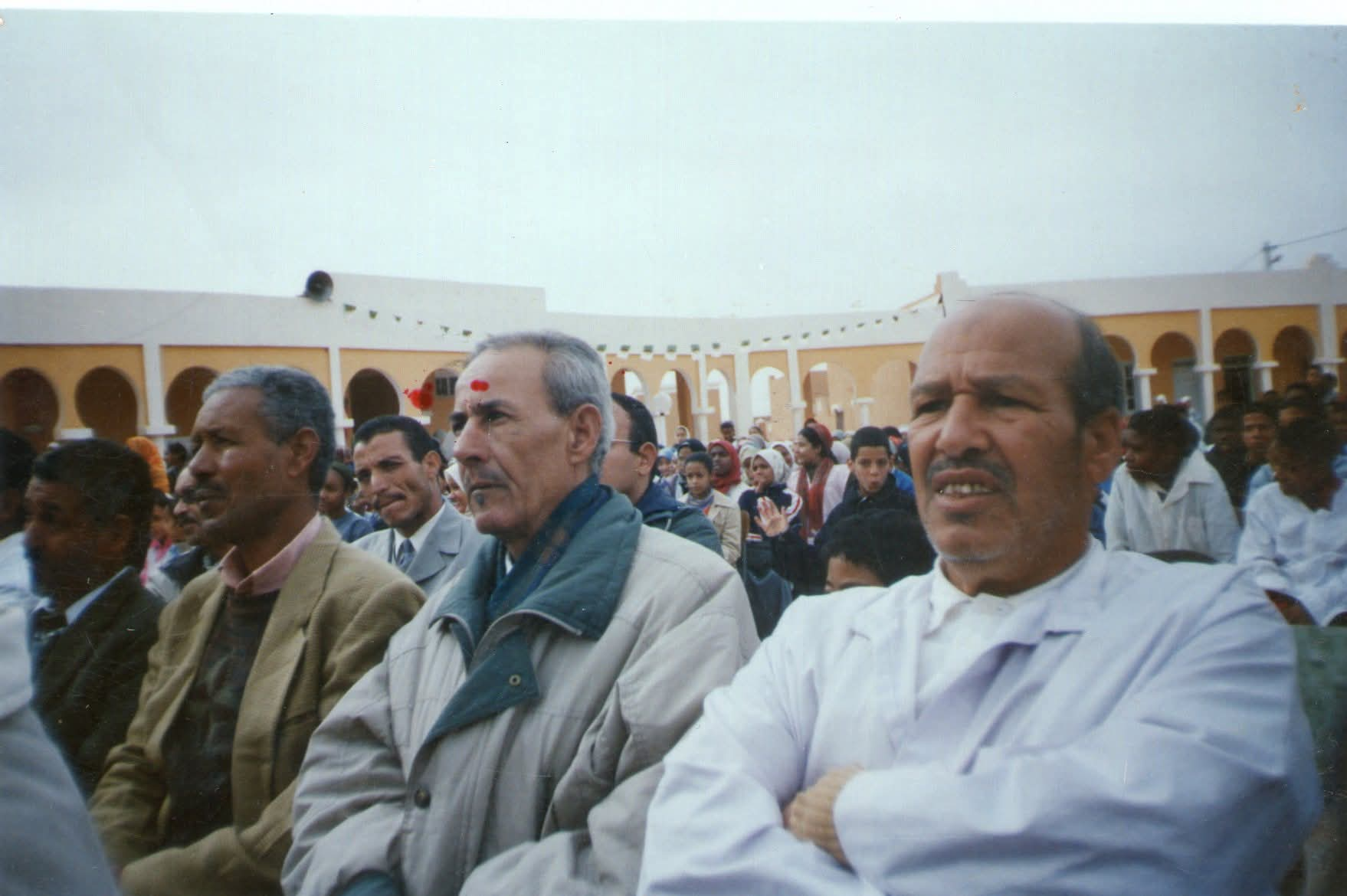
بلدية اقلي

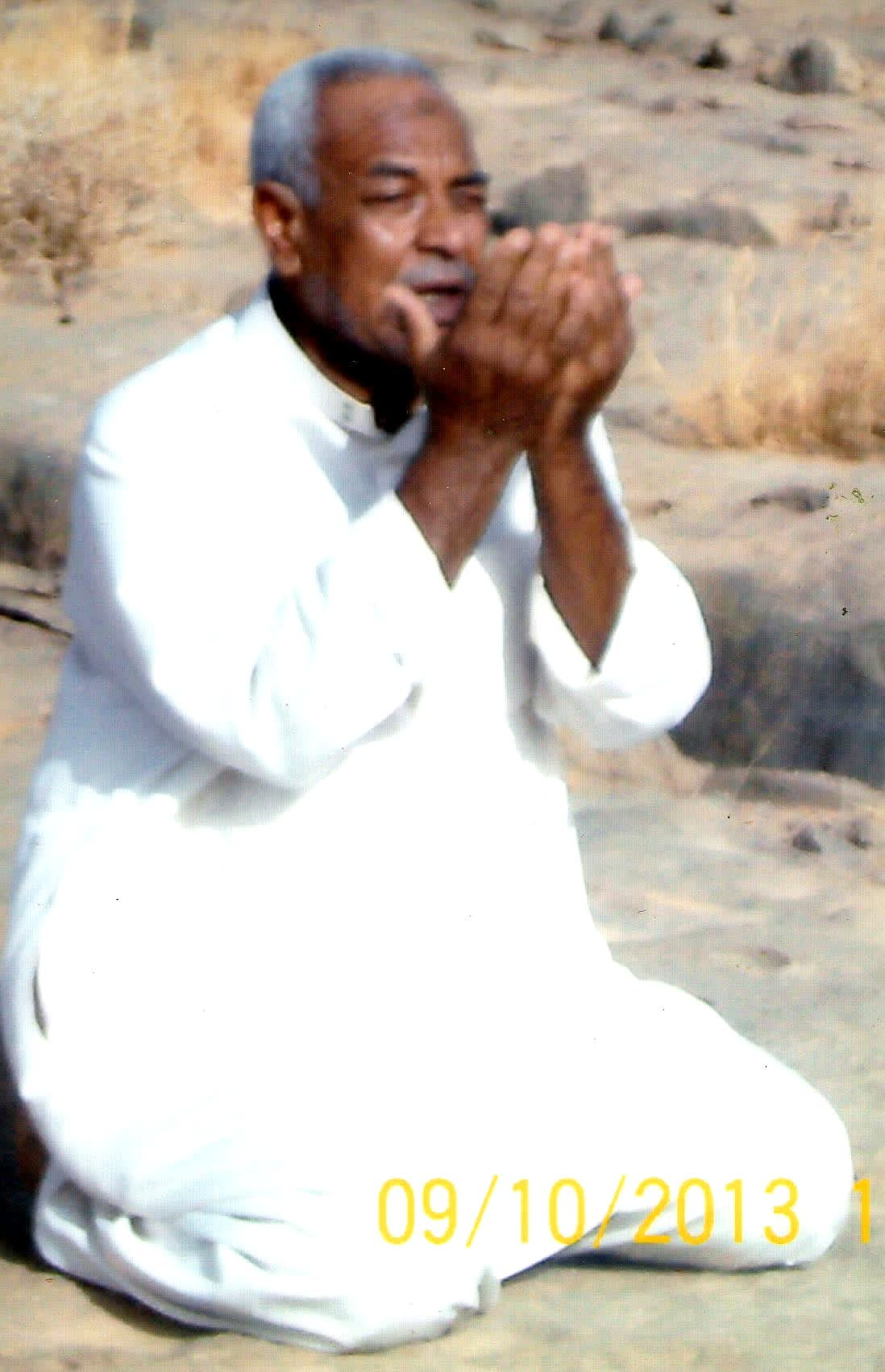
بلدية اقلي

    وختاما للقول الحمد لله اليوم لن تجد في منطقتنا بيت إلا اضائه نور العلم ولقد صدق من شبه المعلم بالشمعة التي تحترق لتضئ الآخرين  " قم للمعلم وفه التبجيل , كاد المعلم ان يكون رسولا " تقوم الأوطان على ثلاثة فلاح يغذيه , جندي يحميه , ومعلم يربيه فالمعلم الموهوب مكلف وتقديره هو أغلى جائزة يطمح إليها فجزأهم الله عنا خير الجزاء تحيا الجزائر المجد والخلود لشهدائنا الأبرار  ( معذرة ان كنت نسيت أحدا فالكمال لله ) .
اضافة من الحاج حمان بولنوار
المجتمع المدني
ينشط في اقلي أكثر من 61 جمعية لكن لا اثر واضح لها إذا استثنينا البعض منها مثل (فوج الصراط الكشفي – جمعية الإرشاد والإصلاح – جمعية المعاقين – جمعية تكافل – نادي الوئام الرياضي-شباب الغد) وبشكل عام تحظى اقلي بموسم ثقافي في مهرجان الزواج الجماعي في شهر مارس كل سنة وأيضا حركية في موسم رمضان حيث نجح الفوج الكشفي في تنظيم عمرة جماعية وأيضا مشورعا خيرا يتمثل في الإطار عابري السبيل في الطريق الوطني رقم 6
كما شهدت بعضا من الحركية في المهرجانات الرياضية النادرة (مراطون الرمال.....).كما ان هناك ضعف من حيث الاداء الرياضي للفرق على المستوى الاحترافي أو الولائي.
من حيث التمثيل خارج الوطن شارك كل من فراجي جيلالي في مؤتمر بجنيف بسويسرا ومرشداتان (مريم عيسانيي – نورة زباير) في المؤتمر العالمي الكشفي ببيرطانيا.
كما يجدر الإشارة إلى وجود نتائج جد طيبة من حيث نسب النجاح في كل الشهادات التعلمية وخصوصا شهادة البكالوريا.
و أيضا ختم لكتاب الله كل سنة من طرف الإناث من مدرستي تحفيظ القرآن التابعة للمسجد ولجمعية الإرشاد.

## وصلات خارجية
- منتديات إقلي.